# 約翰·惠勒
約翰·阿奇博爾德·惠勒（英語：John Archibald Wheeler，1911年7月9日—2008年4月13日），出生於美國佛羅里達州傑克遜維爾，美国理论物理学家，广义相对论领域的重要学者和宗师。
惠勒雖然沒有得到諾貝爾獎，但是他無疑是美國最重要的物理學家之一。作為物理學家，惠勒最重要的工作是與玻爾合作，在1942年共同揭示了核裂變機制，並參加了研製原子彈的曼哈頓工程。他還是美國第一個氫彈裝置的主要設計者之一。作為物理學教育家，惠勒培養出了幾代美國物理學家，他指導過的博士達50位之多——當下美國宇宙學或者天體理論物理的一線人物有相當一部分是惠勒的學生。

## 生平

### 早年
1911年7月9日，惠勒出生在美國佛州傑克遜維爾的一個普通的圖書館員家庭裡。他是家中的老大，下面有3個弟妹。4歲時，惠勒就對宇宙產生了濃厚的興趣。一天他問母親，“宇宙的盡頭在哪裡？在宇宙上我們能走多遠？”母親的回答當然不能滿足他的好奇心。於是惠勒向書本請教，英國著名生物學家兼科普作家約翰·阿瑟·湯姆生的《科學大綱》曾讓他愛不釋手。好奇心常常讓他忘乎所以，有一次為了弄清1.1萬伏高壓電是什麼感覺，他還特意用手去碰高壓電線。

### 教育经历
約翰·阿奇博爾德·惠勒早年就讀於巴爾的摩城市學院（Baltimore City College）和約翰斯·霍普金斯大學。1933年，21歲的他取得約翰·霍普金斯大學博士學位，指導老師為卡尔·赫茲費德（Karl Herzfeld）。隨後，他在丹麥哥本哈根大學師從知名物理学家尼爾斯·玻爾一年，进行核物理研究，由此成为玻尔领导下的哥本哈根学派的一员。

### 早期职业经历
1937年，惠勒提出了粒子相互作用的散射矩陣概念。
1938年至1976年期間，惠勒於普林斯頓大學任物理學教授，之後到德州大學奧斯汀分校任物理學教授，亦曾在北卡羅萊納大學教堂山分校任教。肯尼斯·福特（Kenneth Ford）、理查·費曼、基普·索恩以及休·艾弗雷特三世都是他的學生。

### 核子武器研究
1939年，第二次世界大战爆發前夕，惠勒與剛從歐洲抵達美國，与到普林斯頓大學任客座講師的玻尔共同提出核分裂液滴模型理論。惠勒熱衷於軍事方面的科學研究。在二次大戰期間，惠勒參與了曼哈頓計劃。惠勒亦是愛因斯坦晚年的研究伙伴，惠勒曾試圖完成愛因斯坦的統一場論。
1939年，他與奧格·波耳、前蘇聯的弗朗克爾一起提出重了原子核裂變的液滴模型理論。

### 中后期研究经历
1957年，他與学生查尔斯·米斯纳開始發展“幾何動力學”，把萬有引力、電磁場、質量和電荷都當作彎曲的空虛空間的性質來解說，企圖把物理學完全幾何化。1965年獲得“阿尔伯特·爱因斯坦奖”。1967年，惠勒於一項會議中提出了「黑洞」一詞，以取代從前的「重力完全塌縮的星球」，取名原因是連光都會被黑洞所吸收。此外，「蟲洞」或稱「蛀孔」一詞亦由惠勒所提出。1969年惠勒在紐約的一次會議上使用“黑洞”一詞，從此傳播世界。1968年12月2日，時任美國總統林登·約翰遜向惠勒頒發“原子能委員會恩利克·費米”獎。

#### “黑洞”一词的由来
惠勒在一個問題上將愛因斯坦理論向前大大推進了。曼哈頓計劃負責人羅伯特·奧本海默曾在1939年與一名學生稱对于愛因斯坦的方程式做出了一個大胆預言：一顆足夠重量的死恆星將會崩裂，它製造出極密的堆積，以致光都無法穿越。這顆恆星會一直分裂下去，而宇宙空間則會像個黑斗篷一樣將其包裹。在這個堆積中心，空間會無盡地彎曲，物質無窮密集，形成一種既密實又單一的矛盾景象，也就是現在說的物質為零的“黑洞中心”。惠勒最先是反對這個結論的。1958年在比利時的一場會議中，他與奧本海默對峙。惠勒认为這個崩潰理論未能很好地解釋類似恆星中物質的命運，他反駁說，物質怎麼可能竟然發展到無物質呢。畢竟，物理法則怎麼可能發展到違背自己以達到“無物理”的地步呢？但是很快，當解釋這顆崩裂行星的內部和外部的數學公式出現時，他與其他一些學者都被說服了。1969年在紐約的一次會議上，為了說服場下聽眾，他靈機一動，冒出了“黑洞”這個詞，以描述這些恆星可怕而充滿戲劇性的命運。“黑洞”一詞從此流傳開來。
在惠勒1999年的自傳中，他寫道：“黑洞教育我們空間可以像紙一樣被揉捏成一個無窮小的點，小到時間會像火焰一樣被熄滅，而我們之前所以為的'神聖'不可變的物理法則也再不是那樣了。”

### 退休与晚年生活
1976年，惠勒從普林斯頓大學退休，來到了得克薩斯大學，同時，他開始思考曾經讓愛因斯坦和玻爾都感到迷惑的一個問題：如何用量子結構的奇怪法則來觀察現實。“量子革命”的基礎是海森堡1927年提出的“不確定原理”，這個原理給認識自然物質加了很多限制，比如它認為即使在理論上，人們也是不可能同時知道亞原子粒子的速度和位置的。在這種條件下，如果不去觀察的話，亞原子粒子及其運動就會處於一片惠勒稱之為“巨大的煙霧龍”（great smoky dragon）的粒子云狀態中，模糊不清。這個想法曾讓愛因斯坦很沮喪，他甚至有一次問惠勒：“如果人們都不去看月亮的話，那月亮還會不會在天上？”
不過，惠勒卻在思考，量子不確定原則是否能運用於整個宇宙和歷史，這點是否是認識所有存在物質的關鍵。“我們不再滿足於僅僅觀察粒子，或引力場，或幾何，甚至時空，”他在1981年的一篇文章中寫道，“今天我們對物理的要求是，要了解存在本身。”1983年，他提出了“參與宇宙”觀點。1997年，惠勒因為在量子理論上的創新研究，獲得了物理學沃爾夫獎。
2008年4月13日，惠勒因患肺炎醫治無效，在位於其新澤西的家中逝世，享年97歲。他是哥本哈根学派里最后一位去世的人，這意味著哥本哈根学派時代的徹底終結。

## 研究工作
在50年代或更早時，那時的廣義相對論大體上還是數學的一個应用分支，把相关数学工具引進物理学者圈子的主要就歸功於惠勒。惠勒具有超人的物理學直覺，能夠從簡單的類比，來獲得深邃的洞察。“類比引發洞察”，這是他的方法論夫子自道。其深邃在於，這些類比經他一說，似乎極為平常。
為了解釋宇宙中大質量超巨星坍縮時產生的現象，惠勒創造了“黑洞”這個相當簡潔、貼切、概括性的詞彙。此外，惠勒還在核裂變研究領域獲得創造性成果，選定鈾－235作為製造原子彈的原料，是第一位從事原子彈理論研究的美國人。他曾從事氫彈研製工作，在統一場研究中有相當成就。惠勒在量子理論和相對論研究上成就巨大，他還創造了諸如“蟲洞”和“量子泡沫”等詞彙，並且成為物理學中的重要術語。

### 学生培养与教育工作
與惠勒科學上的成就齊名的是他在科學教育上的成就。惠勒先後任普林斯頓和得克薩斯大學奧斯丁分校的教授。他給物理理論教育鋪設了道路，給學生提出一個又一個啟迪智慧的問題。作為一位出色的教育家，惠勒對於教育有特殊的理解。“大學里為什麼要有學生？”惠勒說，“那是因為老師有不懂的東西，需要學生來幫助解答。”即使在獲得巨大聲名之後，他也甘願去教大學一年級。原因很簡單，他認為年輕人的想法是最重要的。年輕人也更接受他創造出的看似違背傳統的一些新詞：黑洞、蟲洞、量子泡沫、多重宇宙……惠勒一再表示和年輕人合作的重要性，他的幾乎所有著作都是與學生合著的。
- 1970年代初期，惠勒的學生雅各布·貝肯斯坦提出，黑洞的視界面積正比於黑洞的熵（即貝肯斯坦上限），這個思想與當時的史蒂芬·霍金等人“黑洞無毛”的觀點相悖，幾乎所有的黑洞物理學家都站在霍金一邊，只有惠勒支持貝肯斯坦，他說：“這個想法足夠瘋狂了，所以它很有可能是對的。”而貝肯斯坦的確對了。
- 在自傳中，他特別提到了這樣一件事情：“我曾經有一個錯誤的結論，認為無論塌縮中的星體表面引力有多強，與地面垂直並向上直射的光線依然可以逃脫並攜帶出能量（與質量）。”後來幾個學生證明這個結論是錯誤的，他才恍然大悟。

惠勒的學生、麻省理工學院的宇宙學家马克斯·埃里克·泰格马克說：“對我來說，他是一個巨人，是仍在世的物理超級英雄。”在惠勒的領導下，普林斯頓大學已經成為美國相對論研究界的領軍機構。艾弗雷特也是惠勒的學生。他在惠勒指導下做的博士論文提出，與宇宙平行的量子結構正在無止境地分裂著。惠勒稱這個想法為“多世界”，而這個理論也成為了無數宇宙學家和科幻小說作者的最愛。

## 科学哲学
他強調觀察的意義，我們觀察到什麼，（部分地）取決於我們用什麼方式提問。由此類比，我們所見到的世界，也是由於觀察而成為存在的。進一步，惠勒提出了參與的宇宙（participatory universe）這個概念，指出宇宙是一個自激迴路，現在的觀察，參與乃至創造了宇宙之誕生。於是有“萬物源於比特”（有生於微）的理念。純粹的客觀的觀察是不可能的，觀察者必然成為參與者。而我們現在是看到的宇宙，或者實在，正是來自於古往今來的無數觀察－參與行為。這些思想沿著物理學的邏輯步步深入，一直推到似乎荒謬得難以接受的程度。這種思想方式已經成為惠勒的方法論。
從物理學結構上，惠勒構造了一個變易性的階梯。這個階梯的最下層是最古老的彈性定律，彈性定律假設密度是不變的常量。而在我們能夠產生足夠的壓力之後，密度就成為變量。化學價曾被認為是原子的固有屬性，可以用來為原子排序，於是有門捷列夫的元素週期表。但是原子核嬗變使這一條也發生了變化。每一條物理定律，都在某種物理條件的極端狀態下被突破，被超越。依此類推，惠勒認為，一切定律都具有變易性（mutality），都不可能是不朽的，而宇宙本身也有生有滅。
惠勒認為，麥克斯韋時代的物理學是物質的物理學，這時物理學的目的是尋找構成物質世界的基本單元，把物理學的基礎建立在更基本的粒子之上。而此後的物理學則是定律的物理學，具體的物理粒子成為理論本身的建構結果，不再基本。惠勒力圖把更多的物質轉化成定律，前述“沒有物質的物質”和“沒有電荷的電荷”都是這種思想的表現。當然，這也可以用奧卡姆剃刀來解釋。既然物質和電荷都可以從物理學自身的結構中給出，惠勒大膽地猜想，現在從物理學之外給入的時間將來也可以從物理學中推導出來，由絕對的量變成近似的量，由基本的量變成導出的量。正如光速曾經是外來的、絕對的量，後來則成為導出的，近似的。事實上，惠勒希望把所有外來的量，乃至把物理學本身建立在觀察之上，希望從最質樸的觀察出發，給出量子的定義，時間的定義，並解決數學連續性和物理的分立之間的矛盾問題。這就是所謂物理學的質樸性。
2000年，量子理論問世一百週年，惠勒寫了一篇文章《量子何為？——量子物理的榮耀與恥辱》表示紀念。他說：這就是普朗克之後一百年的量子物理，全部化學、生物學、計算機技術、天文學和宇宙學的理論基礎。然而，如此值得自豪的基礎，卻仍不能知道其自身基礎。我們可以相信，我確實相信，對於“量子何為”這個問題的回答也將被證明是對“存在何為”這個問題的回答。2001年年初，惠勒在給筆者的電子郵件中指出：“未來的物理學應該來自於我們對量子理論的更深入理解，而不是來自對量子理論的評判。”在對這些基本問題的思考中，惠勒從物理學走到了哲學。

### 延迟性实验
惠勒最有代表性的思想实验是1979年在紀念愛因斯坦100週年誕辰學術研討會上提出的延遲選擇實驗。據此，他給出了一個顛覆我們通常時間次序的結論：“我們此時此刻作出的決定，對於我們有足夠理由說，它對已經發生了的事件產生了不可逃避的影響。”此時的決定，影響了，甚至決定了光子的過去。最絕的是，這個思想實驗不但具有可操作性，而且可以在宇宙尺度上操作。藉此，惠勒反復強調：“沒有一個基本量子現像是一個現象，直到它是一個被記錄（觀察）的現象”；“並沒有一個過去預先存在著，除非它被現在所記錄”。於是，惠勒把哥本哈根學派的整體論從空間拓展到了時間。
惠勒反對說有一個外在於我們的客觀實在存在“在哪兒”。作為物理學家，惠勒喜歡使用圖示、模型和故事來說明他的觀點。他經常利用這個R來代表實在（Reality），他指出：“實在是由一些觀察的鐵柱及其間的理論和想像構成的。”然而，他又指出，先定義術語，再繁衍理論，這是不可能的；先有實在，再有觀察者的觀察，也是不可能的。因為理論、概念、定律和測量方法是不可分離、同時呈現的。因而，即使被觀察的鐵柱本身，也是與理論相關的。這樣一來，我們所看到的實在圖景，幾乎完全是我們的建構。

### 惠勒的大烟龙
20世纪70年代时，惠勒曾用只见首尾、不见身躯的大烟龙（great smoky dragon）来比喻量子测量过程的不确定性。龙的尾部代表粒子的原本存在形式，龙的头部代表测量到的情况。他强调在量子力学中，是测量决定了现象，而不是现象决定了测量结果，所以笼罩在龙身上的烟雾无法去除。

## 社会及文化思想
他曾回在憶哥本哈根大学工作的时光：“我們討論了許多宗教人物，菩薩、耶穌、摩西，在和玻爾的對話中，我相信他們真的存在。”
而最能集中體現惠勒作為哲人科學家思想的則是其文集《宇宙逍遙》。這個譯名是戈革先生的建議。該書包括六個部分，共24篇文章。其中第一部分“科學的微笑”和第六部分“超越黑洞”討論的都是物理學基礎問題以及實在本性問題，這是其思想最為尖銳和艱深的部分。第二個部分“熱忱與士氣”篇幅較短，其中談到了教育問題，談到了對大學精神的理解（《普林斯頓的合作精神》）。第三個部分“玻爾和愛因斯坦”中的六篇文章都與這兩位大師有關，涉及了物理學史上的若干重大問題，也談到了科學家的社會責任、科學的社會意義等問題。
惠勒還曾經領導過科學的社會風險問題的研究。當然，相對於今日的科學社會學和科學知識社會學來說，惠勒的觀點更多地反映了一位科學家對於科學和社會問題的缺省理解。在這幾個部分之中，還散落著惠勒獻給哥白尼、愛因斯坦等人的讚美詩，可看出其多方面的才華。

## 个人生活
惠勒愛好游泳，還喜歡在樹林中工作，就算閒暇時間他也在思考物理問題。九十多歲時，居住在新澤西州的惠勒仍堅持每星期乘公共汽車到普林斯頓兩次，喜歡與年輕人打成一片。他說，自己在與年輕人的交往中得到了新的信息。
在僅僅約會3次之後，他就迎娶了自己的老友詹妮特·海格納（Janette Hegner）。结婚满一年时，他又撇家舍業坐船來到歐洲，進入哥本哈根大學成為尼尔斯·玻尔的新同事。

### 逸闻
作為20世紀最重要的物理學成就，量子論和相對論在其基本理念上存在著嚴重的衝突，至今沒有統一起來。作為哥本哈根學派的一員，惠勒對量子力學有深刻的理解，也作出了重要的貢獻。但對於相對論，尤其是廣義相對論，則知之不多。於是，1950年代，惠勒在普林斯頓開了一門討論班課程，廣義相對論。惠勒又有驚人之語曰：要想了解一個新的領域，就去開一門這個領域的課程。後來又說：要想了解一個新的領域，就寫一本關於那個領域的書。這就是他與2位弟子查尔斯·米斯纳和基普·索恩合寫的大部頭著作《引力论》。
惠勒喜欢做一些惊世骇俗或是趣味恶俗的事情。他提议的“黑洞无毛定理”就是一例。

## 著作
- John Archibald Wheeler.  [几何动力学]. New York: Academic Press. 1962. OCLC 1317194 （英语）.
- Charles W. Misner; Kip S. Thorne; John Archibald Wheeler.  [引力] 1. San Francisco: W. H. Freeman. September 1973. ISBN 0-7167-0344-0 （英语）.
  - 汉译本：Charles W. Misner; Kip S. Thorne; John Archibald Wheeler.  [引力论]. 陈秉乾 (翻译), 马駬 (翻译), 陈熙谋 (翻译), 李淑娴 (翻译), 吕佩俐 (责任编辑), 陈怡真 (总编辑), 单小琳 (发行人) 2. 台北市衡阳路20号3F: 正中书局. 2002 [1997]. ISBN 9-789570-911336 （中文（臺灣））.
- John Archibald Wheeler.  [核子物理历史拾遗：同事间的交流及想法动机]. Minneapolis: University of Minnesota Press. 1979. OCLC 6025422 （英语）.
- John Archibald Wheeler.  [引力与时空漫游]. -Scientific American Library. New York: W.H. Freeman. 1990. ISBN 0-7167-6034-7 （英语）.
- Edwin F. Taylor（英语：Edwin F. Taylor）; John Archibald Wheeler.  [时空物理学：狭义相对论入门]. New York: W. H. Freeman. 1992. ISBN 0-7167-2327-1 （英语）.
- John Archibald Wheeler.  [待在宇宙这个家中]. New York: American Institute of Physics. 1994. ISBN 1-56396-500-3 （英语）.
  - 汉译本：John Archibald Wheeler.  [宇宙逍遥]. 盗火者译丛. 田松 (翻译), 南宫梅芸 (翻译). 中国北京: 北京理工大学出版社. 2006 [1994]. ISBN 9787564006594 （中文（中国大陆））.
- Ciufolini, Ignazio; John Archibald Wheeler.  [引力与惯性]. Princeton, New Jersey: Princeton University Press. 1995. ISBN 0-691-03323-4 （英语）.
- Edwin F. Taylor; John Archibald Wheeler.  [黑洞探秘：广义相对论入门]. Addison Wesley. 2000. ISBN 0-201-38423-X （英语）.

惠勒出版的物理專業著作很多，但是翻译成中文的只有在台灣出版的《引力论》。这本1973年的《引力论》是广义相对论的名著，厚達1000多頁，書中卻充滿了智慧和易读的語言，甚至還佈滿邊欄和個人的物理素描和卡通插图。因為太暢銷，這本書再版了好幾次。
在2000年前，能夠集中表現惠勒思想的中文文獻只有2種。一是《物理學和質樸性：惠勒演講集》，這是惠勒在1981年訪問中國時，在北京、合肥和上海發表的學術演講。此書直接用中文出版，沒有其它語種的版本。中國學者了解惠勒，大多始於此書。一是《科學和藝術中的結構》，這也是一部演講集。1979年在德國的克龍貝格城，二十幾位世界科學、哲學和藝術領域的一流人士聚在一起，就“科學與藝術中的結構”進行了專題討論。會議共有四個專題發言，前3個發言者分別是心理學家、生物學家和小說家，惠勒是第4個。與會者皆一時俊傑，包括國內熟悉的科學哲學家卡爾·波普爾，藝術史家貢布里希，以及3位諾貝爾獎得主。這2種文獻綜合起來，大體上已經包含了惠勒就實在問題和科學走向問題的基本思想。

## 評價
惠勒是美國著名的物理學家、科学哲学家和物理教育家。與其同時代的物理學家相比，他的名氣遠遠不如他的博士後合作導師尼尔斯·玻爾，他的同事愛因斯坦，也遠遠不如他的頑童學生理查·費曼。在史蒂芬·霍金走红全球之後，很多人都知道了“黑洞”這種奇怪的天體。但是很少有人知道，“黑洞”這個名字出自惠勒之手。
惠勒早逝的学生費曼曾經說：“有人說惠勒晚年陷入了瘋狂，其實惠勒一直都瘋狂。”
2001年，在惠勒的90歲大壽上，弗里曼·戴森稱讚惠勒說，他是解碼核裂變的“工藝大師”，也是一名詩人。“詩性的惠勒是名預言家，就像摩西站在山頂上往下望，知道他的人民將有一點和他一樣。”惠勒則如此自我評價：“如果在物理上我有一點覺得更有義務，那就是如何把各個事物聯繫起來。我希望自己有一定的辨別能力。我願意去任何地方，與任何人交談，問任何能夠促進進步的問題。”“我承認，我是一名樂觀主義者，尤其樂於相信某一天所有的真相都會解開。那麼多的年輕人都被迫去鑽研一個領域，而無法承擔解開真理的這個任務，只有我這樣的老學究才可以，真的出洋相也能承受。如果我不做，那誰來做？”

## 传记
- John Archibald Wheeler. . New York: W.W. Norton & Co. 1998. ISBN 0-393-04642-7 （英语）.
  - Kenneth W. Ford; John Archibald Wheeler.  [真子、黑洞和量子泡沫：物理生涯] 1. Norton & Company. 2000 [1998]. ISBN 9780393319910 （英语）.
  - 汉译本：Kenneth W. Ford; John Archibald Wheeler.  [約翰·惠勒自傳——物理歷史與未來的見證者]. 蔡承志 (翻译) 1. 台灣商周出版社. 2000 （中文（臺灣））.

2000年，惠勒傳記《真子、黑洞和量子泡沫》中譯本由台灣商周出版社出版。2004年，此譯本之簡體字本由中国汕頭大學出版社出版。這部傳記為惠勒與其学生福特合著。

## 荣誉与奖项
- 1968年12月2日，惠勒获颁“原子能委員會恩利克·費米”獎。
- 1982年，惠勒獲得“玻爾國際金質獎章”。
- 1993年，惠勒獲得马泰乌奇奖章。
- 1996/97年度，惠勒获得沃爾夫物理學獎

### 文内引用
1. ↑  Overbye, Dennis. . The New York Times. April 14, 2008  [April 15, 2008]. （原始内容存档于2016-11-22）. John A. Wheeler, a visionary physicist and teacher who helped invent the theory of nuclear fission, gave black holes their name and argued about the nature of reality with Albert Einstein and Niels Bohr, died Sunday morning at his home at Meadow Lakes in Hightstown, N.J. He was 96.
2. ↑  见Wheeler 2006，第14頁。
3. ↑   [量子物理学中的“大烟龙”]. University of Vienna. 2016年3月10日  [2018年5月24日]. （原始内容存档于2018年5月24日） （英语）.
4. ↑  约翰·惠勒. . 方励之 (主编) 1. 安徽科學技術出版社. 1982. ISBN 9787881705897 （中文（中国大陆））.
5. ↑  约翰·惠勒. . 真善美丛书. 童世駿 (翻译), 陳克艱 (翻译). 華東師範大學出版社. 1989. ISBN 7-5617-0185-3 （中文（中国大陆））.

### 补充来源
- Kenneth Ford.  (PDF). Princeton Physics News. Winter 2006, 2 (1). （原始内容 (pdf)存档于2014-11-06） （英语）.
- Martin Gardner. . Buffalo, New York: Prometheus Books. 1981. ISBN 0-87975-144-4 （英语）.
- Hawking, Stephen; Gibbons, G. W.; Shellard, E. P. S.; Rankin, S. J. . Cambridge, U.K.: Cambridge University Press. 2003. ISBN 978-0-521-82081-3. OCLC 51324005 （英语）.
- Jones, Vincent.  (PDF). Washington, D.C.: United States Army Center of Military History. 1985  [8 June 2013]. OCLC 10913875. （原始内容存档 (PDF)于2017-02-04） （英语）.
- Leonhart, James Chancellor. . Baltimore: H. G. Roebuck & Son. 1939 （英语）.
- Mehra, Jagdish; Rechenberg, Helmut. . New York: Springer. 1982. ISBN 978-0-387-95086-0. OCLC 7944997 （英语）.
- Misner, Charles W. . Ciufolini and, Ignazio; Matzner, Richard A.  (编). . New York: Springer. 2010. ISBN 9789048137350. doi:10.1007/978-90-481-3735-0_2 （英语）.
- Rhodes, Richard. . New York: Simon & Schuster. 1986. ISBN 0-671-44133-7. OCLC 13793436 （英语）.
- Rhodes, Richard. . New York: Simon & Schuster. 1995. ISBN 0-684-80400-X. OCLC 32509950 （英语）.
- Saunders, Simon. . New York: Oxford University Press. 2010. ISBN 978-0-19-956056-1 （英语）.
- Weinberg, Alvin. . New York: AIP Press. 1994. ISBN 1-56396-358-2 （英语）.
- Wheeler, John A. . Zurek, Wojciech Hubert  (编). . Redwood City, California: Addison-Wesley. 1990. ISBN 978-0-201-51509-1. OCLC 21482771 （英语）.
- Wheeler, John Archibald; Ford, Kenneth. . New York: W.W. Norton & Co. 1998. ISBN 0-393-04642-7 （英语）.

## 外部連結
- 《大英百科全书》中的条目：約翰·惠勒（英文）
- 約翰·惠勒在數學譜系計畫的資料。
- 約翰·惠勒在豆瓣上的资料（简体中文）
- 約翰·惠勒 at Goodreads
- 1965 Audio Interview with John Wheeler by Stephane Groueff Voices of the Manhattan Project
- 1986 Audio Interview with John Wheeler by S. L. Sanger （页面存档备份，存于） Voices of the Manhattan Project
- A Collection of John Archibald Wheeler's Published and Unpublished Works （页面存档备份，存于）
- Wheeler's Classic Delayed Choice Experiment （页面存档备份，存于）
- .   [2016-08-25]. （原始内容存档于2013-10-01）.
- .   [2016-08-25]. （原始内容存档于2014-12-10）.
- Cosmic Search Vol. 1 No. 4, FORUM: John A. Wheeler （页面存档备份，存于）
- John Wheeler telling his life story at Web of Stories （页面存档备份，存于）
- Wheeler —Biographical stories （页面存档备份，存于）
- John Archibald Wheeler: A Study of Mentoring in Modern Physics